# Pultstockspringen

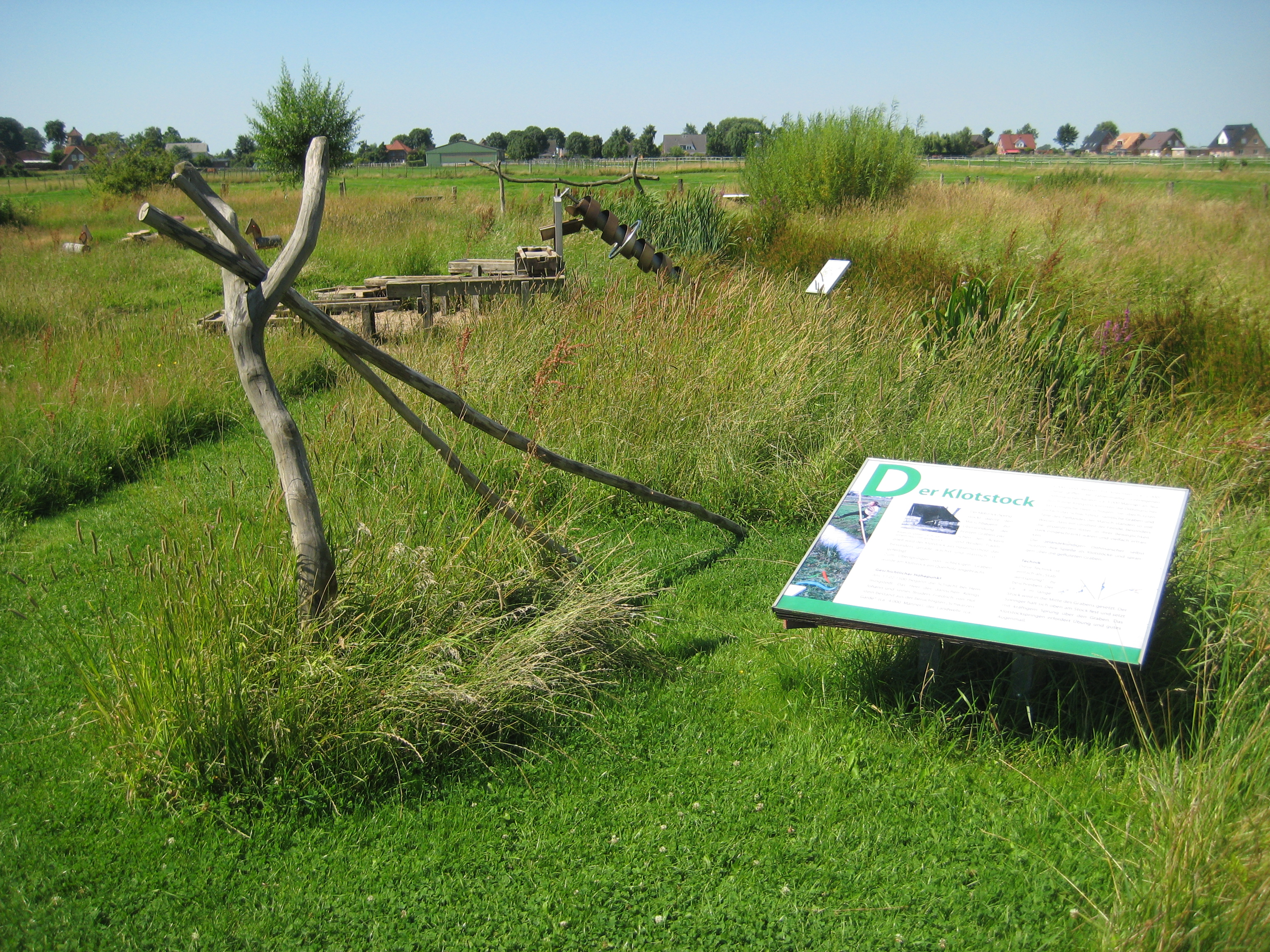
Informationstafel mit Beispielen zum Klotstockspringen in den Elbmarschen

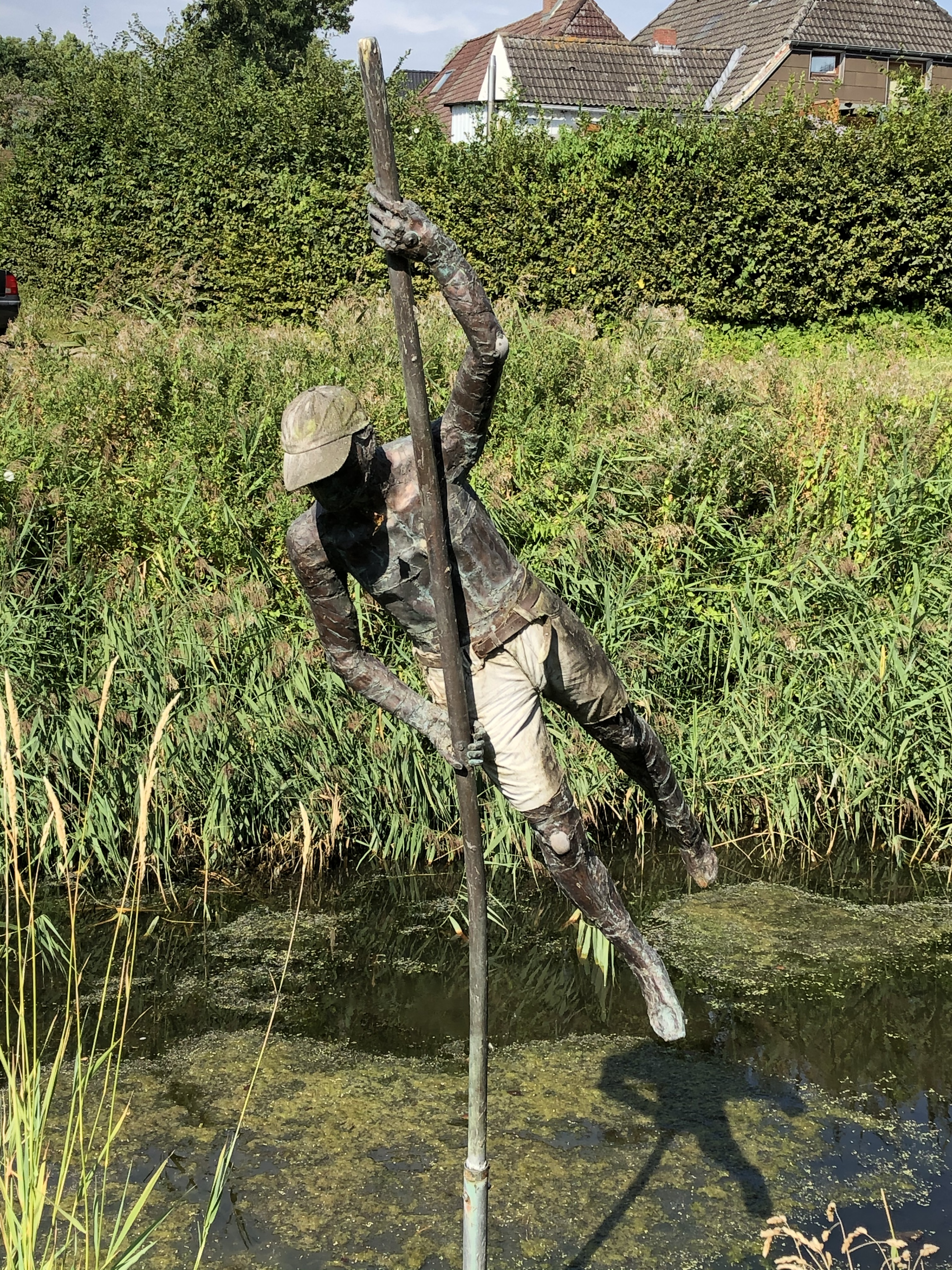
Der Klootstockspringer, Skulptur von B. Lothar Frieling in Koldenbüttel

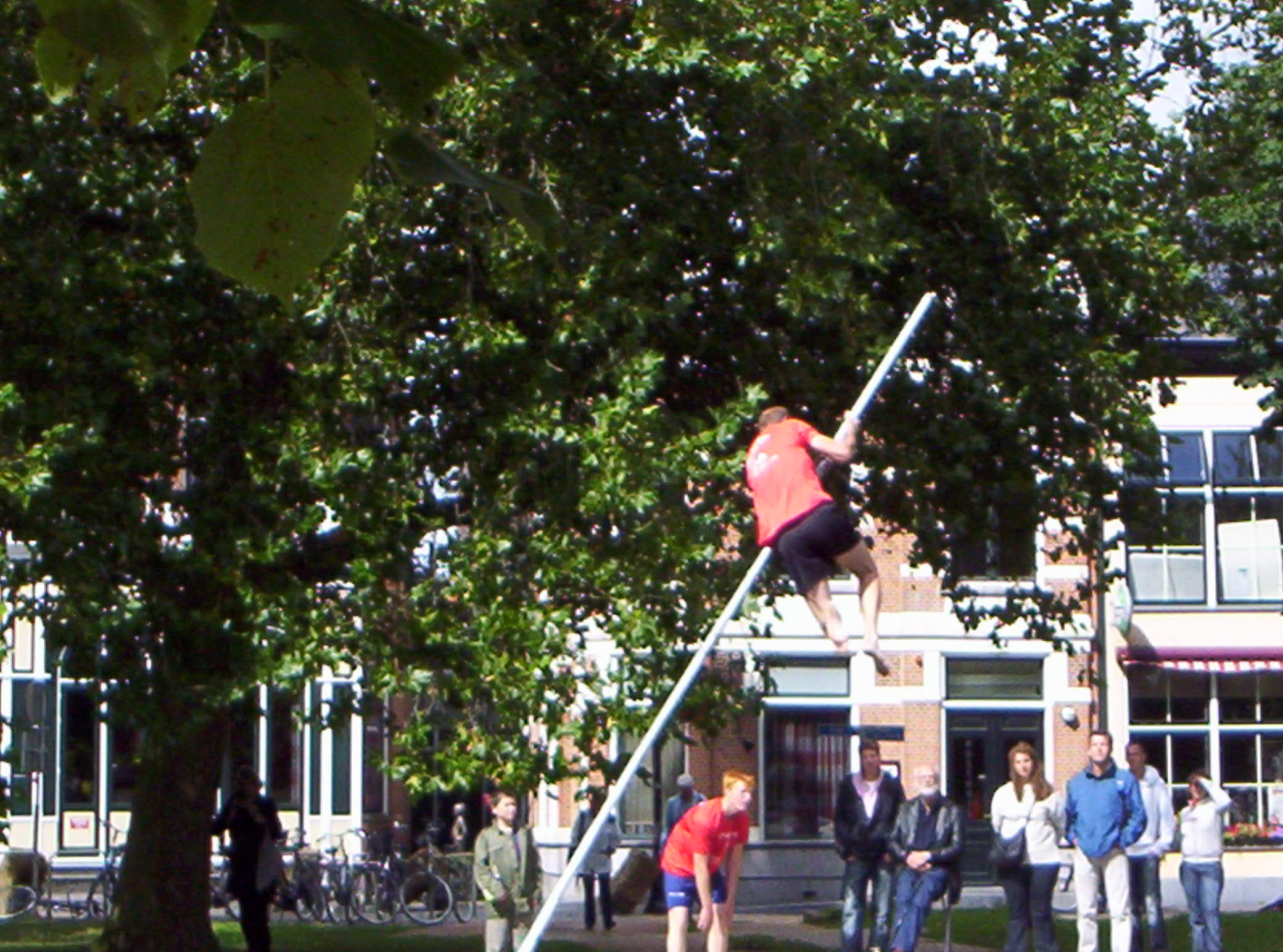
Fierljeppen in Heerenveen/Niederlande

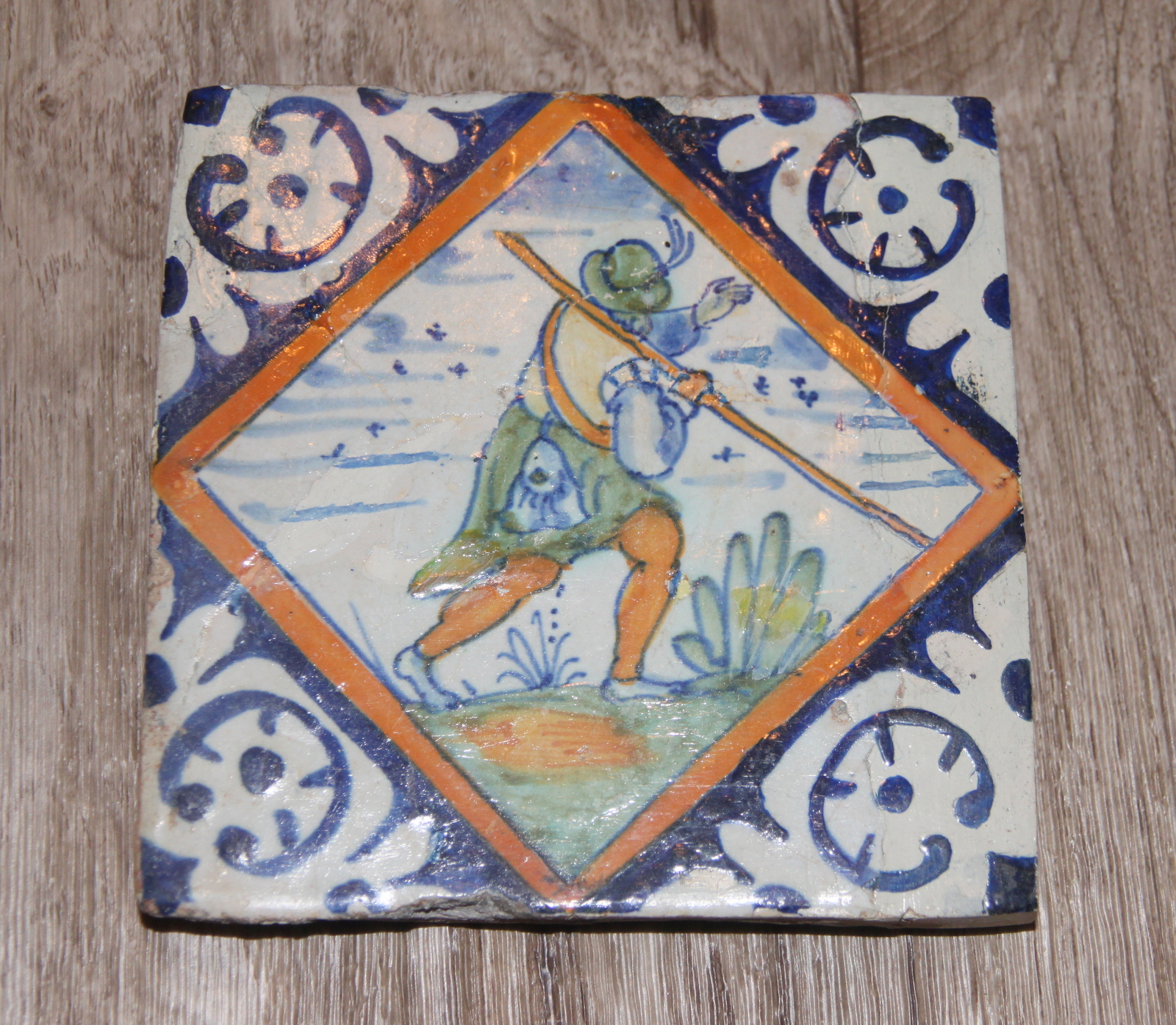
Eine Kachel aus dem 17. Jh. zeigt einen Pultstock- bzw. Klotstockspringer

Als Pultstockspringen (auch Pullstockspringen, Paddstockspringen, Pulsstockspringen oder Klotstockspringen) wird der Stabweitsprung über Wasserläufe bezeichnet. Diese Form der Fortbewegung hat ihren Ursprung in einer Zeit, in der es in den Marschen noch nicht die heute verfügbare Infrastruktur gab.
Die Pultstöcke und das Pultstockspringen sind regional unter verschiedenen Begriffen bekannt. Pultstockspringen selbst ist der im niedersächsischen Raum verbreitete Begriff. In den schleswig-holsteinischen Elbmarschen, Dithmarschen und Nordfriesland ist diese Fortbewegungsart als Klotstockspringen oder Klootstockspringen und in den Niederlanden als Fierljeppen (westfriesisch) oder Polsstokverspringen (niederländisch) bekannt. In Dänemark wird der Pultstock als Klyverstav bezeichnet. Die nordfriesische Bezeichnung ist Klüwer(stook).

## Verbreitung und Anwendung
Verbreitet ist das Pultstockspringen besonders in den Marschen in Nordwestdeutschland, den Niederlanden und Dänemarks. Da etwa Ost- und Nordfriesland von sehr vielen Wasserläufen (Wassergräben, Sielen und die sogenannten Tiefs) durchzogen sind, die bis zu acht Meter breit sein können, müssen Fußgänger über eine Möglichkeit verfügen, diese trockenen Fußes überqueren zu können. Dabei wird an einem drei bis sechs Meter langen Stock (Pultstock oder Klotstock) über Gräben und Siele in der Art des Stabhochsprungs gesprungen. Dabei wird jedoch in die Weite statt in die Höhe gesprungen. Dies erfordert sowohl Kondition als auch ein gutes Augenmaß, um die Distanz auf die andere Landseite überwinden zu können und nicht mit dem Stock im Gewässerboden stecken zu bleiben. Um mit dem Pultstock die entsprechende Stabilität zu erreichen, ist beim Springen über natürliche Gewässer am unteren Ende des Stocks eine runde Platte angebracht (in Ostfriesland: Pultstöckchen, in Dänemark: pluns), die ein Einsinken in den meist schlammigen Grund verhindert.
War das Pultstock- bzw. Klotstockspringen früher ein weit verbreitetes Fortbewegungsmittel in den Marschregionen, wird es heute vor allem im Tourismus oder in Form von Sportwettkämpfen praktiziert. Durch eine Initiative des Europarats werden traditionelle Sportspiele in modernen Formen am Leben gehalten, bzw. wieder belebt. Zum Teil wird das Klotstockspringen auch noch bei Jagd angewandt – so etwa auf der nordfriesischen Halbinsel Eiderstedt.

## Sprungtechnik
Das wettkampfmäßige  Pultstockspringen zum Erreichen großen Weiten ist ein sehr komplexer Bewegungsablauf. Um große Weiten zu erzielen, klettert der Springer während des Sprunges an der Stange empor. Diese Kletterdistanz wird bei der Landung in Weite umgesetzt. Damit zum Klettern möglichst viel Zeit zur Verfügung steht, muss der Sprung so ablaufen, dass der Pultstock die Senkrechte möglichst langsam überquert. Dazu müssen Anfangsgriffhöhe und Anlaufgeschwindigkeit aufeinander abgestimmt sein. Man geht dabei das Risiko ein, dass die Senkrechte eventuell nicht erreicht wird und man zurück oder seitlich ins Wasser fällt, was unter anderem den Reiz des Wettkampfs für die Zuschauer ausmacht.

## Geschichtliche Bedeutung
Zum Springen verwendbare Speere (Kletsien) finden sich bereits in der friesischen Bewaffnung des Spätmittelalters, etwa auf dem Siegel des Upstalsboom-Bundes und in den Deckengemälden von Westerwijtwerd und Woldendorp. Geschichtliche und militärische Bedeutung erlangten die Klotstöcke in der Schlacht bei Hemmingstedt im Jahr 1500, als ein etwa 12.000 Mann starkes Heer des dänischen Königs und des Herzogs von Schleswig und Holstein Johann die Bauernrepublik Dithmarschen überfiel. Nachdem Meldorf bereits eingenommen worden war, marschierte das dänisch-holsteinische Heer weiter nach Norden. Zirka 6.000 Dithmarscher bauten daraufhin bei Hemmingstedt eine Schanze und öffneten die Siele, so dass die aufkommende Flut das Land unter Wasser setzte. Während das Heer des Herzogs in Panik geriet, nutzten die Dithmarscher ihre Klotstöcke als Spieße und griffen das Heer immer wieder an. Dabei wurde das Heer großenteils aufgerieben und die Dithmarscher konnten bis 1559 (Letzte Fehde) ihre Unabhängigkeit bewahren.

## Fierljeppen in den Niederlanden
In den Niederlanden finden jährlich eine Nationale Fierljep Manifestation (NMF) sowie sechs Ligawettbewerbe und Klubmeisterschaften statt.
Die gegenwärtigen niederländischen Rekordhalter sind:
- Senioren: 22,21 Meter, Jaco de Groot aus Woerden (12. August 2017, Zegveld)
- Junioren: 20,70 Meter, Erwin Timmerarends, aus Montfoort (15. August 2015, Zegveld)
- Jugendliche: 19,81 Meter, Reinier Overbeek aus Benschop (30. Juli 2017, It Heidenskip)
- Damen: 17,58 Meter, Marrit van der Wal aus It Heidenskip (16. Juli 2016, Bergum)